# Bitoma granulata
Bitoma granulata es una especie de coleóptero de la familia Zopheridae.

## Distribución geográfica
Habita en Indiana (Estados Unidos).